# Svjetionik Oštri rat
Svjetionik Oštri rat je svjetionik sjeverno od ulaza u luku Zadar.